# Divoký koník Ryn
Divoký koník Ryn je kniha pro děti napsaná Bohumilem Říhou v roce 1966. Děj knihy se odehrává u soutoku Radimky a Labe a vypráví příběh Antonína Jakuba, který ošetří koně, který zde zůstal po odchodu ruské armády. Kůň ale vadí některým místním občanům.
Podle knihy byl v roce 1981 natočen stejnojmenný film.

## Děj knihy
Antonín Jakub ošetří po válce divokého koně, který zde zůstal po ruských vojácích. Kůň je divoký a jeden z obyvatelů vesnice, pan Franc, dělá vše pro to, aby se koně zbavil. Na své straně má předsedu MNV, který za tímto účelem vydá vyhlášku. Antonín Jakub se vydá s Rynem na cestu. Cestou se zastaví na trhu, kde potká zájemce o Ryna, který by ho rád koupil, Antonín Jakub ho ale neprodá. Pak jede za svým bratrancem, kterému pomáhá česat ovoce. Bratrancovi se ale nelíbí Rynovo pobíhání na zahradě, takže Antonín Jakub jede na Rynovi domů. Tam zjistí, že mu mezitím zapálili chalupu. Předseda MNV složí funkci.